# Liste von Persönlichkeiten der Stadt Dorsten
Die folgende Liste beschäftigt sich mit den Persönlichkeiten der Stadt Dorsten.

## Bürgermeister
- 1994–1995: Friedhelm Fragemann (* 1951), SPD
- 1995–1999: Karl-Christian Zahn (1932–2007), CDU
- 1999–2014: Lambert Lütkenhorst (* 1948), CDU
- 2014–heute: Tobias Stockhoff (* 1981), CDU

## Ehrenbürger

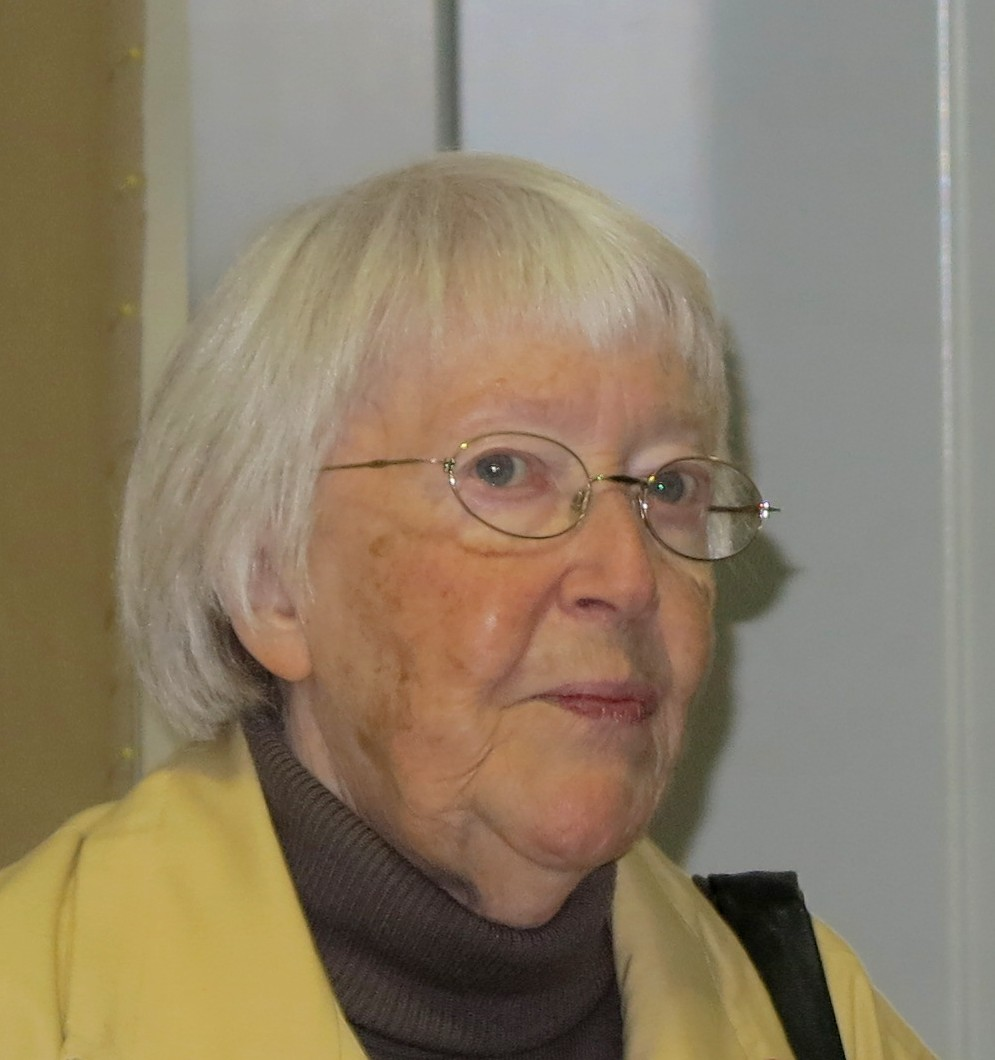
Johanna Eichmann (1926–2019), deutsche Ordensfrau aus dem Orden der Ursulinen.

- 1846: Joseph Rive (1771–1863), Landgerichtspräsident zu Trier
- 1868: Joh. Henr. Franz Drecker (1792–1880), Geheimer Sanitätsrat
- 1919: Ferdinand Jungeblodt (1839–1922), Justizrat
- 1961: Wilhelm Norres (1881–1975), Pyrotechnischer Ingenieur, Fabrikant und Kommunalpolitiker
- 1963: Paul Schürholz (1893–1972), Kaufmann und ehemaliger Bürgermeister
- 1972: Sr. Tisa von der Schulenburg OSU (1903–2001), Künstlerin und Ordensfrau der Ursulinen als Schwester Paula
- 1986: Hans Lampen (1923–2005), ehemaliger Bürgermeister
- 2011: Sr. Johanna Eichmann OSU (1926–2019), Mitgründerin des Jüdischen Museums, langjährige Oberin des Ursulinenkonvents und Leiterin des St.-Ursula-Gymnasiums in Dorsten

## In Dorsten geborene Persönlichkeiten

### Bis zum 19. Jahrhundert
- Abbo, erster überlieferter Edelherr des Hofes Dorsten, gest. 900/911[1]
- Athalgard, erste überlieferte Edelfrau von Dorsten, stiftet für Abbo eine Memorie[2]
- Imeza, letzte Edelfrau von Dorsten, † vor 1044/oder vor 1075, stiftet den Hof Dorsten mit der anhängenden Grundherrschaft dem Viktorstift zu Xanten.
- Gottfried de Hegghe, 1414 Rektor der Universität zu Köln, Teilnehmer am Konzil von Konstanz und namentliche Beteiligung an der Absetzung des Gegenpapstes Benedikt XIII.
- Johannes von Dorsten († 1481), kath. Theologe, Augustiner-Eremit, Universitätsprofessor an der Universität Erfurt
- Hermann Serges († 1523), kath. Theologe, Rektor der Universität Erfurt im Jahre 1489
- Theodor Dorsten (1492–1552), Arzt und Botaniker, Universitätsprofessor an der Universität Marburg
- Margarethe Burich († 1588), Dorstener Bürgermeistersfrau, während Folter in einem Hexenprozess verstorben, juristisches Verfahren deshalb vor dem Reichskammergericht
- Bernhard Bierbaum (1730–1798), Fürstabt Bernhard II. der Reichsabtei Werden von 1780 bis 1798
- Ferdinand von Ritgen (1787–1867), Medizinprofessor, Gynäkologe und Begründer einer der ersten neun deutschen Geburtshelferschulen
- Ignatius Stracké (1790–1875), deutsch-niederländischer Bildhauer

### 19. Jahrhundert

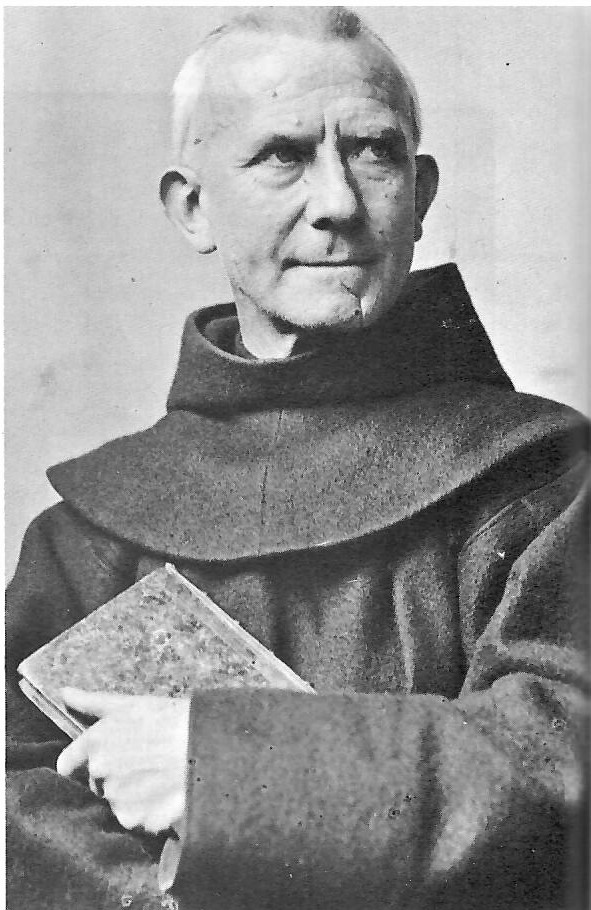
Irenäus Bierbaum (1843–1907), deutscher Franziskaner, Lektor für Theologie und Ordensoberer.

- Johann Friedrich Hermann Albers (1805–1867), Mediziner und Pathologe
- Gottfried Stracke (1813–1848), Bildhauer
- Maria Lenzen (1814–1882), Schriftstellerin
- Jean Theodore Stracké (1817–1891), Bildhauer und Kunstgewerbelehrer
- Frans Stracké (1820–1889), Bildhauer und Hochschullehrer
- Johann Anton Breil (1821–1892), Orgelbauer
- Julius Evelt (1823–1879), deutscher Autor und Professor für Kirchengeschichte und Patrologie
- August Evelt (1828–1904), deutscher Landgerichtspräsident und Politiker
- Irenäus Bierbaum, eigentlicher Vorname: Gustav (1843–1907), Pater und Provinzial der Sächsischen Franziskanerprovinz, Planer der Dorstener Ordenshochschule (1903–1943/45)
- Adolf August Winkelmann (1848–1910), Physiker
- Rodgero Prümers (1852–1921), Historiker und Staatsarchivar
- Ferdinand von Raesfeld (1855–1929), Autor von Jagdliteratur
- Fritz Witte (1876–1937), Theologe, Priester und Kunsthistoriker
- Wilhelm Happ (1886–1958), Verbandspräsident des Siedlungsverbandes Ruhrkohlenbezirk
- Ernst Lohmeyer (1890–1946), evangelischer Theologe, von 1935 bis 1946 Professor für Neues Testament an der Ernst-Moritz-Arndt-Universität Greifswald
- Heinrich Glasmeier (1892–1945), Historiker, Intendant des Reichssenders Köln zwischen 1933 und 1937, Mitglied der SS
- Franz Bronstert (1895–1967), Ingenieur und Kunstmaler

### 20. Jahrhundert
- Robert Schormann (1906–1962), Politiker (NSDAP), Reichstagsabgeordneter
- Johannes Dörr (1912–1999), Informatiker und Hochschullehrer.
- Paul Seibert (1921–1997), Forstwissenschaftler, Vegetationskundler und Hochschulprofessor
- Agnes Hürland-Büning (1926–2009), Bundestagsabgeordnete (CDU), parlamentarische Staatssekretärin und Industrielobbyistin
- Werner Kirstein (1927–2005), Landtagsabgeordneter (CDU)
- Ernst Feil (1932–2013), römisch-katholischer Theologe
- Willi Grewer (1932–1957), Deutscher Fußballmeister 1955 mit Rot-Weiss Essen
- Diethard Rüter (1936–2008), Politiker (SPD), Mitglied des Abgeordnetenhauses von Berlin
- Heiner Legewie (* 1937), Psychologe
- Günter Pröpper (* 1941), Fußballspieler
- Heinz-Dieter Böttger (* 1945), Kommunalpolitiker (SPD) in Minden
- Winfried Nachtwei (* 1946), Politiker (Bündnis 90/Die Grünen) und Mitglied des Bundestages 1994–2009
- Frank Stangenberg-Haverkamp (* 1948), Investmentbanker und Unternehmer
- Bernd Schmalhausen (* 1949), Jurist und Justizhistoriker
- Julia Lohmann (* 1951), Malerin und Bildhauerin
- Karlheinz Hähnchen (* 1952), Fußballspieler
- Ludger Weß (* 1954), Wissenschaftsjournalist und Romanautor
- Michael Grau (* 1955), Jurist, Diplomat, Botschafter der Bundesrepublik Deutschland
- Monika Littau (* 1955), Schriftstellerin
- Winfried Toll (* 1955), Dirigent, Sänger und Komponist klassischer Musik
- Manfred Nielson (* 1955), Admiral
- Bernd Tönjes (* 1955), Bergbauingenieur, Vorstandsvorsitzender der Deutschen Steinkohle AG
- Peter Schneider (* 1957), Psychoanalytiker und Kolumnist
- Cornelia Funke (* 1958), Kinder- und Jugendbuchautorin
- Dieter Maiwert (1958–2025), Koch
- Frank Engeland (* 1961), Fernsehrichter (RTL Familiengericht)
- Sabine Scholt (* 1962), Journalistin
- Wolfram Cremer (* 1963), Rechtswissenschaftler und Hochschullehrer
- Romy Camerun (* 1964), Jazzsängerin und Pianistin
- Johannes Oeldemann (* 1964), katholischer Theologe
- Ralf Scholt (* 1964), Sportreporter
- Dirk Balster (* 1966), Ruderweltmeister im Deutschland-Achter 1989–1991
- Dorothee Feller (* 1966), deutsche Politikerin (CDU) und Verwaltungsjuristin
- Frank Rosin (* 1966), Sternekoch und TV-Persönlichkeit
- Hans-Jörg Götzl (* 1967), Motorjournalist und Chefredakteur der Motor Klassik
- Walter Schulte (* 1969), Brigadegeneral des Heeres der Bundeswehr
- Thorsten Streppelhoff (* 1969), Ruderweltmeister 1991 und 1993
- Mark ’Oh (* 1970), Techno-Musiker
- Björn Freitag (* 1973), Sternekoch in Dorsten
- Kevin Vennemann (* 1977), Schriftsteller
- Silke van den Berg (* 1978), Fußballspielerin
- Florian Schmidt-Gahlen (* 1980), Theater- und Filmschauspieler
- Birthe Kemper (* 1981), Basketballspielerin und Frauenärztin
- Matthias Rauch (* 1982), Zauberkünstler
- Christian Erwig (* 1983), Fußballspieler und -trainer
- Kati Droste (* 1984), Rennfahrerin
- Lena Kemper (* 1984), Basketballspielerin
- Claudia Alfes (* 1985), Mathematikerin und Hochschullehrerin
- Hubertus Koch (* 1989), Journalist und Filmemacher
- Josefine Voss (* 1990), Schauspielerin
- Jonas Erwig-Drüppel (* 1991), Fußballspieler
- Pascal Bartoszak (* 1992), Jazzmusiker
- Tobias Voss (* 1992), Profiboxer und Thaiboxer
- Jason Osborne (* 1994), Ruderer
- Miles Müller (* 1995), Fußballspieler
- Nele Hatschek (* 1996), Squashspielerin
- Joshua Bitter (* 1997), Fußballspieler
- Michael Olczyk (* 1997), polnisch-deutscher Fußballspieler
- Fritz Schaefer (* 1997), Moderator und Autor
- Christina Honsel (* 1997), Hochspringerin

## Bekannte Einwohner Dorstens
- Publius Quinctilius Varus (* 47/46 v. Chr., † 9 n. Chr.), letzter römischer Feldherr im Dorstener Römerlager Holsterhausen
- Konrad von Hochstaden (* um 1205, † 1261), Erzbischof von Köln, Verleihung der Stadtrechte am 1. Juni 1251
- Dietrich IV. von Kleve (1185–1260), Graf von Kleve, Verleihung der Stadtrechte am 1. Juni 1251
- Melchior Graf von Hatzfeldt (1593–1658), Kaiserlicher Feldmarschall, Befreier Dorstens von den Hessen durch die Belagerung von Dorsten
- Alexander II. von Velen (1599–1675), Kaiserlicher Feldmarschall, Befreier Dorstens von den Hessen durch die Belagerung von Dorsten
- Emmanuel Kotz (1604–1665), Stadtkommandant während der hessen-kasseler Okkupation
- Franz von Nesselrode-Reichenstein (1635–1707), Reichsgraf, Kaiserlicher Kammerherr und kurkölnischer Geheimrat, mit seiner Frau Anna Maria zusammen Stifter des Dorstener Ursulinenklosters
- Antonius Schirley (1647–1694), Pater im Dorstener Franziskanerkloster, hatte 1680 drei Marienerscheinungen im Dorstener Franziskanerkloster, was in der Folge zur Begründung des Wallfahrtsort Neviges und zur Gründung des dortigen Franziskanerklosters führte.[3]
- Maria Luzia von Nesselrode-Reichenstein (* 1664), Tochter von Franz von Nesselrode-Reichenstein, seit 1682 Ursuline im Kölner Ursulinenkloster und Gründerin des Dorstener Ursulinenklosters im Jahre 1699
- Maria Victoria von Nesselrode-Reichenstein (1666–1756), Tochter von Franz von Nesselrode-Reichenstein, Gründerin und erste Oberin des 1699 gegründeten Dorstener Ursulinenklosters
- Julius Ambrunn (1872–1942), Vorstand der jüdischen Gemeinde
- Maria Ansorge (1880–1955), Reichs- und Bundestagsabgeordnete
- Philotheus Böhner (OFM) (1901–1955), Pater und Professor an der Franziskanerhochschule in Dorsten und der Universität St. Bonaventure in Olean (New York), bedeutender Erforscher William Ockhams, außerdem Botaniker
- Johanna Eichmann (OSU, * 1926 als Ruth Eichmann; † 2019), Ordensfrau
- Georg Wittwer (1932–2013), Architekt, Politiker (CDU) und Senator in Berlin (1981–1989), war Leiter der Entwicklungsgesellschaft Wulfen
- Werner Thissen (1938–2025), Erzbischof von Hamburg, war von 1966 bis 1969 Kaplan in St. Josef
- Ulrich Steger (* 1943), Bundestagsabgeordneter Recklinghausen-Land 1976–1983, Wirtschaftsminister in Hessen 1983–1987, heute Professor am International Institute for Management Development (IMD) in Lausanne, wohnte im Ortsteil Wulfen-Barkenberg
- Heinz-Dieter Klink (* 1944), Vorsitzender des Regionalverbandes Ruhr, 1986 bis 2005 Kämmerer und Beigeordneter der Stadt Dorsten
- Wolf Stegemann (* 1944), Journalist, Buchautor und Lyriker
- Mike Litt (* 1967), Radiomoderator, aufgewachsen in Dorsten
- Dörthe Huth (* 1968), Autorin, Psychologin und Coach
- Jacqueline Montemurri (* 1969), Schriftstellerin, verbrachte ihre Jugend in Wulfen-Barkenberg
- Marc Degens (* 1971), Schriftsteller, aufgewachsen in Dorsten
- Daniel Zerbin (* 1973), Kriminalwissenschaftler und Politiker (AfD), aufgewachsen und wohnhaft in Dorsten
- Sandy Meinhardt (* 1981), Politikerin (SPD), lebt in Dorsten
- Max Jansen (* 1993), Fußballspieler, aufgewachsen in Rhade